# Forte de São Domingos da Baralha
O Forte de São Domingos da Baralha ou Forte da Baralha localiza-se junto à Praia da Baleeira, entre o Cabo Espichel e Sesimbra, no Distrito de Setúbal, em Portugal. Terá sido construído no século XVII, no âmbito da estratégia defensiva do reino implementada por D. João IV, sendo iniciado já no reinado de D. Afonso VI, contribuindo assim para a proteção e vigilância da costa.
Considerado à época como a primeira defesa da costa da Arrábida, este Forte atualmente encontra-se abandonado e em ruínas.

## História
No âmbito da reformulação da estratégia defensiva do reino implementada pelo Rei D. João IV, terá sido mandado construir no século XVII, sendo a sua construção iniciada no reinado de D. Afonso VI e concluída sob o reinado de D. Pedro II. Teria como objetivo não só a proteção da costa deste ponto da Serra da Arrábida, mas também o controlo e vigilância das populações, contribuindo para a presença da Coroa neste local.

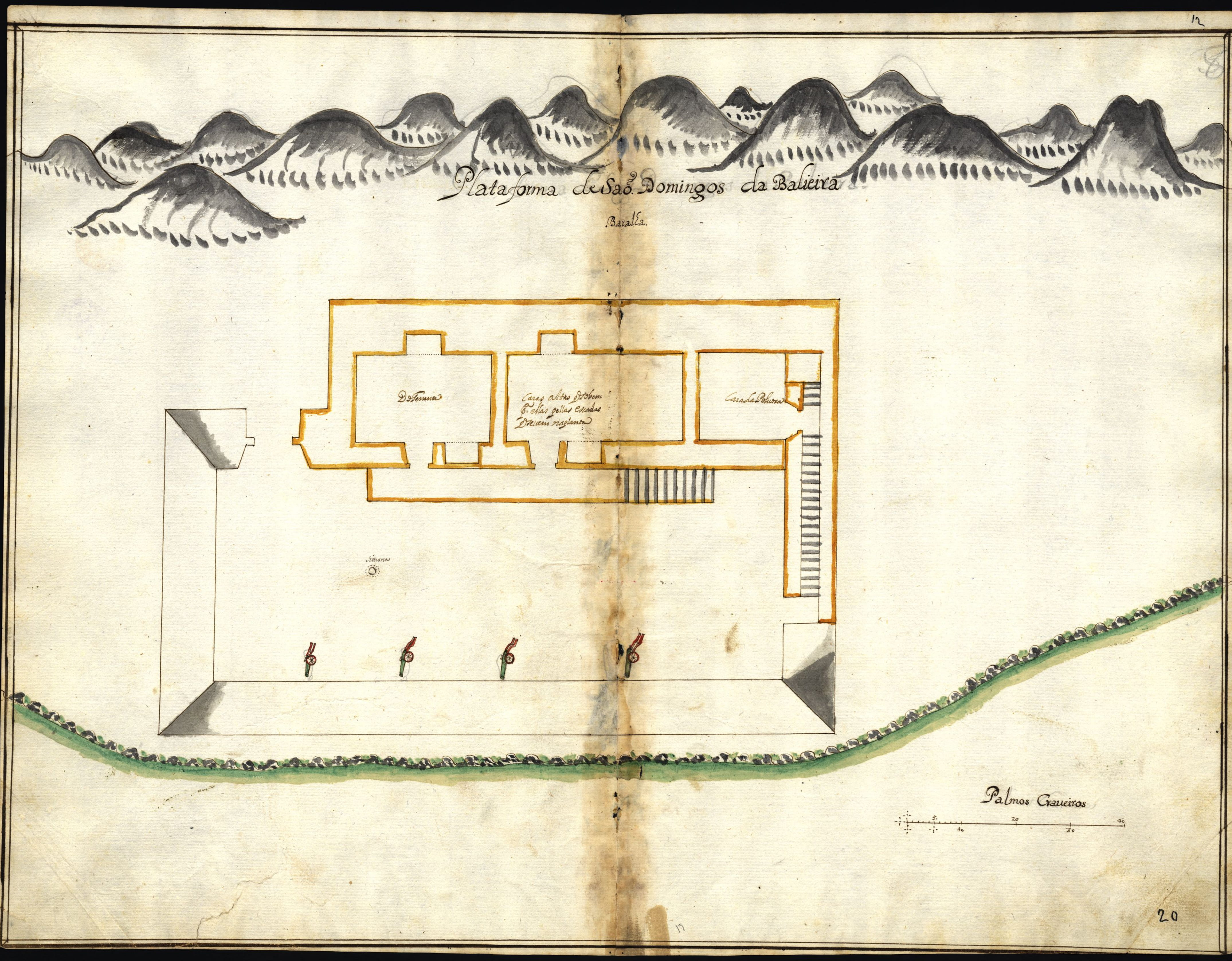
Planta do Forte

Assim sendo, foi construído numa zona isolada, de implantação rural, a 27 metros acima do nível do mar, apresentando uma planta de forma retangular, com edificações de serviço e uma cisterna integrada na plataforma do edifício. A sua superfície construída correspondia a 408 m² tendo um terreno adjacente de 10.392 m², perfazendo um total de 10.800 m².
Estaria sob a jurisdição da Praça de Sesimbra, juntamente com a Fortaleza de Santiago, o Forte de São Teodósio, o Forte de Nossa Senhora do Cabo e o Forte de São Pedro das Areias Brancas (ou da Foz).
No dia 21 de junho de 1808, no âmbito da Guerra Peninsular, sofreu um ataque de Inglaterra, aliados de Portugal contra os invasores franceses. Este ataque visava o bloqueio a qualquer ímpeto da Armada Francesa, procurando inutilizar este ponto fortificado da costa portuguesa que, eventualmente, poderia servir o inimigo francês. Depois do ataque ao Forte foram ainda deitadas ao mar as 8 peças de artilharia com que este estava equipado. Relativamente aos soldados desta fortificação, existem relatos que estes não tenham chegado a esboçar qualquer tentativa de defesa do Forte, uma vez que sabiam que os ingleses eram aliados de Portugal.
Nos anos seguintes, o Forte é tido por abandonado, não tendo sido à época, devido a uma política de pouco cuidado com o Património, considerada razoável a sua conservação. Assim, com o decorrer do tempo, o Forte foi-se degradando, exposto às intempéries e à passividade do Homem.
Na década de 1980, ainda se colocou a hipótese de cessão deste imóvel à Câmara Municipal de Sesimbra por parte da tutela. No entanto, tal não chegou a acontecer. Assim sendo, num esforço para conservar a história deste Forte, a pedra de armas que encimava o portal da sua entrada foi retirada pelos serviços municipais, passando a integrar o espólio de reservas do Museu Municipal de Sesimbra.
Atualmente, é usado como um ponto de paragem no itinerário pedestre Chã dos Navegantes (PR1-SSB), juntamente com as ruínas da Capela do Senhor Jesus dos Navegantes, que se localiza a cerca de 400 metros do Forte. Neste percurso, é possível assim apreciar a imponência apresentada pelo pano de muralha e pela cisterna integrada na plataforma do Forte.
Em novembro de 2021, numa reunião ordinária da Câmara Municipal de Sesimbra, o estado de degradação do Forte foi abordado por um vereador. Na sua intervenção, o Presidente da Câmara foi questionado sobre se existiam em curso iniciativas para passar o edificado para posse da autarquia de forma a que esta recupere o Forte ou se existia algum tipo de iniciativa que promovesse a recuperação e preservação do Forte junto da entidade competente. Em resposta, o Presidente mencionou que a situação já era conhecida, nunca se tendo até então equacionado a reabilitação do Forte. Revelou ainda que o Forte estaria em domínio público marítimo apesar de os terrenos circundantes serem de propriedade privada. Todavia, no Programa da Orla Costeira (POC) Espichel–Odeceixe não estaria prevista nenhuma intervenção.